# Nuit bleue (festival)
Pour les articles homonymes, voir Nuit bleue (homonymie).
La Nuit bleue est un festival de musique électronique expérimentale se déroulant à la saline royale d'Arc-et-Senans.
Le festival a lieu chaque année au mois de juillet depuis 2002. Il tente de mettre en lumière la culture électronique (musique, vidéos, performances multimédia, arts plastiques, décoration, etc.).

## Quelques artistes ayant participé au festival depuis1998
- Pierre Henry (2007)
- Luke Vibert (2006) (Rephlex, Warp Records, Ninja Tune)
- Ovuca (2006)  (Rephlex)
- µ-Ziq (2006) (Planet Mu)
- Vault Dwellers (2006) (Bodybutton)
- Tep (2006) (Lex Records)
- Aoki Takamasa (2006)
- Equivicleft (2006) (Bodybutton)
- Frank Bretschneider (2006)
- AGF (2005)